# Swing to the Right
Albums de Utopia
Deface the Music
(1980) Utopia
(1982)
Swing to the Right est le septième album du groupe Utopia, sorti en 1982.

## Titres
Sauf mention contraire, toutes les chansons sont créditées à Utopia.

### Face 1
1. Swing to the Right – 4:21
2. Lysistrata – 2:43
3. The Up – 4:08
4. Junk Rock – 3:13
5. Shinola – 2:13

### Face 2
1. For the Love of Money (Kenneth Gamble, Leon Huff, Anthony Jackson) – 3:40
2. Last Dollar on Earth – 3:08
3. Fahrenheit 451 – 2:47
4. Only Human – 5:11
5. One World – 3:24

## Musiciens
- Todd Rundgren : chant, guitare
- Roger Powell : claviers, chant
- Kasim Sulton : basse, claviers, chant
- John 'Willie' Wilcox : batterie, percussions